# Binker Golding
Binker Golding (* 31. Oktober 1985 in London) ist ein britischer Jazzmusiker (Tenorsaxophon, Komposition).

## Leben und Wirken
Golding ist in Nordlondon aufgewachsen. Er begann im Alter von acht Jahren mit klassischem Saxophonunterricht. Über die Plattensammlung seiner Eltern entdeckte er den Jazz, wurde aber auch durch Guns n’ Roses beeinflusst. Mit 15 Jahren entschied er sich, professioneller Musiker zu werden. Er studierte Jazz an der Guildhall School of Music and Drama. Er hat von Saxophonisten wie Steve Williamson, Jason Yarde, Denys Baptiste und Gilad Atzmon gelernt und an ihrer Seite gespielt.
Golding wurde Mitglied  von Gary Crosbys Tomorrow’s Warriors; dort lernte er den Schlagzeuger Moses Boyd kennen, mit dem er seit 2014 arbeitete, etwa in der Band von Zara McFarlane. Als Duo Binker & Moses nahmen sie 2015 ihr Debüt Dem Ones live auf und gewannen den britischen MOBO-Award als „bester Jazz-Act“ (bei den Parliamentary Jazz Awards 2016 wurden sie als „Jazz Newcomer of the Year“ ausgezeichnet). Im selben Jahr schloss sich Golding, zunächst für die EP Footsteps of Our Fathers, der Band Exodus von Boyd an. Binker & Moses haben als Duo (teils auch mit Gästen wie Evan Parker, Byron Wallen, Tori Handsley oder Sarathy Korwar) mehrere Alben aufgenommen, darunter Journey to the Mountain of Forever (2017), Alive in the East (2017) sowie mit Klangspezialist Max Luthert Feeding the Machine (2022). Golding nahm auch Ex nihilo im Duo mit dem Pianisten Elliot Galvin auf. Des Weiteren entstand im Trio Village of the Sun (mit Moses Boyd und Simon Ratcliff) das Album First Light (2022).
Golding gründete zudem 2019 ein eigenes Quartett mit Joe Armon-Jones am Klavier, dem Kontrabassisten Daniel Casimir und dem Schlagzeuger Sam Jones. In dieser Besetzung veröffentlichte er im selben Jahr bei Gearbox sein Album Abstractions of Reality Past & Incredible Feathers, das international Beachtung fand. Auf seinem Album Dream Like a Dogwood Wild Boy (2022) erkundete er mit der Pianistin Sarah Tandy, dem Gitarristen Billy Adamson sowie Daniel Casimir und Sam Jones die Herausforderungen der Männlichkeit und Reife.
Zusätzlich zu seinen eigenen Aufnahmen als Solist und der Tätigkeit bei Binker & Moses hat Golding auf Aufnahmen von Charles Tolliver (Connect, 2020), Sarah Tandy, Zara McFarlane, Ashley Henry, Armon-Jones und Joy Ellis gespielt. Er ist der musikalische Leiter des Tomorrow’s Warriors Youth Orchestra und hat das Konzertrepertoire für das Nu Civilization Orchestra komponiert und geleitet. Im Trio mit John Edwards und Steve Noble legte er 2021 das Album Moon Day vor.